# Franz Voves

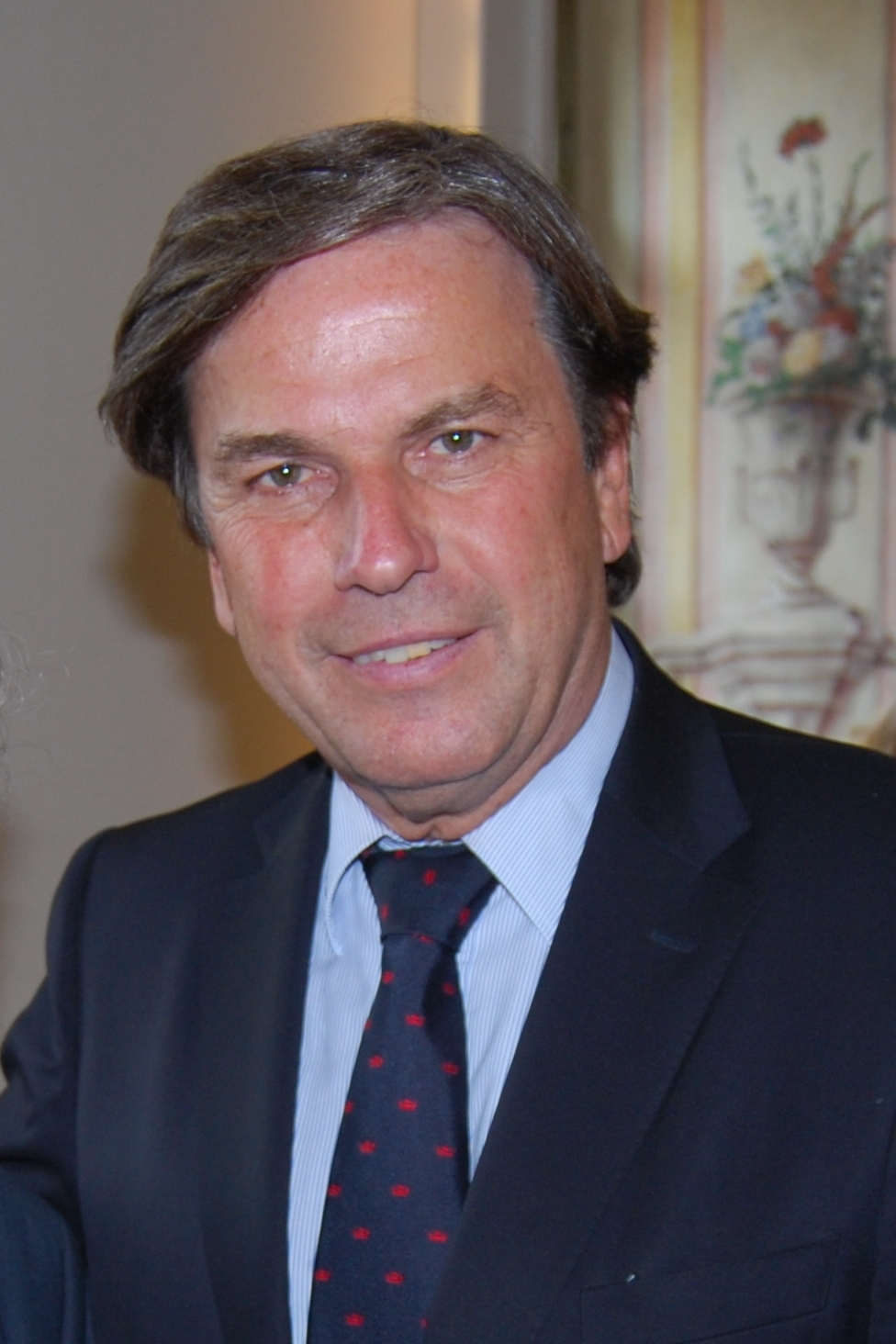
Franz Voves (2011)

Franz Voves (* 28. Februar 1953 in Graz, Steiermark) ist ein österreichischer Politiker (SPÖ). Der vormalige Eishockeyspieler war von 2002 bis 2015 Landesparteivorsitzender der SPÖ Steiermark und vom 25. Oktober 2005 bis 16. Juni 2015 Landeshauptmann der Steiermark.

## Persönliches
Franz Voves’ Vater war Arbeiter und bis 1981 Gemeinderat der KPÖ in Graz. Seine Mutter war Hausfrau. Er hat drei Geschwister, zwei Brüder und eine Schwester. Voves ist in zweiter Ehe verheiratet und hat eine Tochter aus erster Ehe. Seine Gattin hat einen Sohn aus der ersten Ehe.

## Sportliche Laufbahn
Ab 1967 spielte Voves Eishockey als Mittelstürmer in der Kampfmannschaft des ATSE Graz, 1970 wurde er in die österreichische Nationalmannschaft berufen und nahm insgesamt an 75 Spielen für die Nationalmannschaft sowie an sieben Weltmeisterschaften und an den Olympischen Winterspielen 1976 in Innsbruck teil. 1975 wurde Voves mit dem ATSE Graz österreichischer Eishockeymeister.
Von 1995 bis 2003 war Voves Präsident des ASKÖ-Landesverbandes, bis 2005 Vizepräsident der ASKÖ-Bundesorganisation.

## Berufsleben
Voves studierte von 1972 bis 1978 Sozial- und Wirtschaftswissenschaften und schloss als Magister ab. Daraufhin wurde er Berufsanwärter zum Steuerberater und arbeitete ab 1979 in der Merkur Versicherung. Zwischen 1989 und 2002 war Voves Merkur-Vorstandsmitglied, zuständig für den Finanzbereich.

## Politische Karriere

### SPÖ
1995 wurde Franz Voves in den Landesparteivorstand der SPÖ Steiermark kooptiert. Am 2. März 2002 wurde er zum SPÖ-Landesparteivorsitzenden gewählt.
Im Frühjahr 2009 wurde Voves von Bundeskanzler und Parteichef Werner Faymann beauftragt, mit Ferdinand Lacina ein neues Wirtschaftskonzept für die SPÖ zu erarbeiten. April 2009 wurde dieses dann unter dem Namen NEW (Neue europäische Wirtschaftspolitik) präsentiert. Dieses Programm enthält unter anderem die Forderung nach höherer Vermögensbesteuerung und Wiederverstaatlichung von privatisierten Unternehmen, die dem öffentlichen Auftrag nicht nachkommen. In der SPÖ und deren Umfeldorganisationen entfachte das neue Konzept eine Debatte über einen wirtschaftlichen Linksruck.

### Landeshauptmann
Unter ihrem Spitzenkandidaten Voves, ab 2002 Landeshauptmann-Stellvertreter, errang die SPÖ bei der Landtagswahl am 2. Oktober 2005 über 41 Prozent der Stimmen und hatte damit erstmals seit Bestehen der Zweiten Republik die Mehrheit der Sitze in der Steiermärkischen Landesregierung inne. Am 25. Oktober 2005 wurde Voves von 45 der 56 Landtagsabgeordneten zum steirischen Landeshauptmann gewählt und damit Nachfolger von Waltraud Klasnic (ÖVP). Am 28. Oktober wurde er als erster SPÖ-Landeshauptmann der Steiermark in der Zweiten Republik von Bundespräsident Heinz Fischer angelobt (Landesregierung Voves I).
Die Landtagswahl am 26. September 2010 brachte der SPÖ zwar Verluste, sie behauptete sich mit 38,3 Prozent jedoch als stimmenstärkste Partei. Am 21. Oktober 2010 wurde Franz Voves in der konstituierenden Sitzung des neu gewählten Landtages mit 51 der 56 Abgeordnetenstimmen, also mit jenen der SPÖ, ÖVP und FPÖ, wiedergewählt. In Koalitionsverhandlungen mit der ÖVP, die mit 37,2 Prozent der Stimmen bei der Landtagswahl nur knapp hinter der SPÖ gelegen war, war zuvor eine „Reformpartnerschaft“ vereinbart worden. Aufgrund der Proporzregelung fiel auch der FPÖ, der 2010 der Wiedereinzug in den Landtag mit 10,7 Prozent der Stimmen gelungen war, ein Sitz in der Landesregierung Voves II zu.
Bei der Landtagswahl am 31. Mai 2015 versprach Voves – vor Bekanntgabe des Wahlergebnisses –, bei einem Resultat von unter 30 Prozentpunkten zurückzutreten. Da die steirische SPÖ nur rund 29 Prozent an Stimmen verbuchen konnte, geriet Voves, der, entgegen seiner Ankündigung, zunächst weiterregieren wollte, unter Druck. Am 10. Juni 2015 erklärte er schließlich, von allen politischen Funktionen zurückzutreten. Zu seinem Nachfolger als Landeshauptmann wurde am 16. Juni 2015 vom Landtag der bisherige Vize-Landeshauptmann Hermann Schützenhöfer vom Koalitionspartner ÖVP gewählt.

## Auszeichnungen (Auszug)
- 2001: Silbernes Ehrenzeichen für Verdienste um die Republik Österreich
- 2008: Großes Silbernes Ehrenzeichen am Bande für Verdienste um die Republik Österreich[3]
- 2009: Ehrensenator der Montanuniversität Leoben
- 2016: Großes Goldenes Ehrenzeichen am Bande für Verdienste um die Republik Österreich[4]
- 2018: Ehrenring des Landes Steiermark[5]
- 2024: Ehrenring für das Lebenswerk für seine Verdienste um den steirischen Sport[6]